# Jacksonville Jaguars 2000
La stagione 2000 dei Jacksonville Jaguars è stata la 6ª della franchigia nella National Football League.

## Calendario

### Stagione regolare
| Stagione regolare |                    |                        |                    |                    |
| Turno             | Data               | Avversario             | Risultato          | Pubblico           |
| 1                 | 3/9/2000           | at Cleveland Browns    | V 27–7             | 72,418             |
| 2                 | 10/9/2000          | at Baltimore Ravens    | S 39–36            | 68,843             |
| 3                 | 17/9/2000          | Cincinnati Bengals     | V 13–0             | 45,653             |
| 4                 | 25/9/2000          | at Indianapolis Colts  | S 43–14            | 56,816             |
| 5                 | 1/10/2000          | Pittsburgh Steelers    | S 24–13            | 64,351             |
| 6                 | 8/10/2000          | Baltimore Ravens       | S 15–10            | 65,194             |
| 7                 | 16/10/2000         | at Tennessee Titans    | S 27–13            | 68,498             |
| 8                 | 22/10/2000         | Washington Redskins    | S 35–16            | 69,061             |
| 9                 | 29/10/2000         | at Dallas Cowboys      | V 23–17 (DTS)      | 63,554             |
| 10                | Settimana di pausa | Settimana di pausa     | Settimana di pausa | Settimana di pausa |
| 11                | 12/11/2000         | Seattle Seahawks       | S 28–21            | 68,063             |
| 12                | 19/11/2000         | at Pittsburgh Steelers | V 34–24            | 50,925             |
| 13                | 26/11/2000         | Tennessee Titans       | V 16–13            | 65,454             |
| 14                | 3/12/2000          | Cleveland Browns       | V 48–0             | 51,262             |
| 15                | 10/12/2000         | Arizona Cardinals      | V 44–10            | 53,472             |
| 16                | 17/12/2000         | at Cincinnati Bengals  | S 17–14            | 50,469             |
| 17                | 23/12/2000         | at New York Giants     | S 28–25            | 77,924             |